# A-1,4-glukan-protein sintaza (ADP-formiranje)
A-1,4-glukan-protein sintaza (ADP-formiranje) (EC 2.4.1.113, ADP-glukoza:protein glukoziltransferaza, adenozin difosfoglukoza-protein glukoziltransferaza) je enzim sa sistematskim imenom ADP-glukoza:protein 4-alfa-D-glukoziltransferaza. Ovaj enzim katalizuje sledeću hemijsku reakciju
ADP-glukoza + protein {\displaystyle \rightleftharpoons } ADP + alfa-D-glukozil-protein
Ova enzim gradi alfa-1,4-glukanske lance kovalentno vezane za proteina, te deluje kao inicijator glikogenske sinteze.

## Literatura
- Nicholas C. Price; Lewis Stevens (1999). Fundamentals of Enzymology: The Cell and Molecular Biology of Catalytic Proteins (Third изд.). USA: Oxford University Press. ISBN 019850229X.
- Eric J. Toone (2006). Advances in Enzymology and Related Areas of Molecular Biology, Protein Evolution (Volume 75 изд.). Wiley-Interscience. ISBN 0471205036.
- Branden C; Tooze J. Introduction to Protein Structure. New York, NY: Garland Publishing. ISBN 0-8153-2305-0.
- Irwin H. Segel. Enzyme Kinetics: Behavior and Analysis of Rapid Equilibrium and Steady-State Enzyme Systems (Book 44 изд.). Wiley Classics Library. ISBN 0471303097.
- William P. Jencks (1987). Catalysis in Chemistry and Enzymology. Dover Publications. ISBN 0486654605.

## Spoljašnje veze
- Alpha-1,4-glucan-protein+synthase+(ADP-forming) на 